# Sylvain Roy
Pour les articles homonymes, voir Roy.
Sylvain Roy, né le 3 août 1964 à Saint-Jean au Nouveau-Brunswick, est un sociologue et homme politique québécois.
Il est député à l'Assemblée nationale du Québec de la circonscription de Bonaventure de 2012 à 2022.

## Biographie
Ayant fait des études en sociologie, il exerce durant une courte période la fonction de travailleur forestier avant d'enseigner au campus du Cégep de la Gaspésie et des Îles de Carleton-sur-Mer. Pendant qu'il est en fonction au cégep, il participe à la fondation du Centre d'initiation à la recherche et d'aide au développement durable (CIRADD) qui est intégré au réseau des CCTT (centre collégial de transfert technologique). Il est aussi enseignant en sociologie pour l'Université de Moncton, au campus de Shippagan.
Tentant une première entrée en politique à l'élection partielle de décembre 2011 dans la circonscription de Bonaventure, il est battu par Damien Arsenault en obtenant 37 % des suffrages. Neuf mois plus tard, il se représente à l'occasion des élections générales québécoises de 2012. Il gagne avec 47 % des suffrages. 
Il représente jusqu'en 2022 la circonscription de Bonaventure.
Le 4 juin 2021, Roy annonce sur Twitter qu'il quitte le caucus du Parti québécois pour siéger à titre de député indépendant. Son désaccord avec la proposition du PQ d'appliquer la Charte de la langue française aux cégeps aurait entaché son lien de confiance avec la direction du parti. 

## Résultats électoraux
|                                                                                               | Nom                   | Parti               | Nombre de voix | %      | Maj.  |
| --------------------------------------------------------------------------------------------- | --------------------- | ------------------- | -------------- | ------ | ----- |
|                                                                                               | Sylvain Roy (sortant) | Parti québécois     | 8 416          | 38,5 % | 2 830 |
|                                                                                               | François Whittom      | Libéral             | 5 586          | 25,5 % | -     |
|                                                                                               | Hélène Desaulniers    | Coalition avenir    | 3 502          | 16 %   | -     |
|                                                                                               | Catherine Cyr Wright  | Québec solidaire    | 3 282          | 15 %   | -     |
|                                                                                               | Guy Gallant           | Indépendant         | 575            | 2,6 %  | -     |
|                                                                                               | Heather Imhoff        | Vert                | 312            | 1,4 %  | -     |
|                                                                                               | Daniel Bouchard       | Citoyens au pouvoir | 209            | 1 %    | -     |
| Total                                                                                         | Total                 | Total               | 21 882         | 100 %  |       |
| Le taux de participation lors de l'élection était de 62,3 % et 242 bulletins ont été rejetés. |                       |                     |                |        |       |

|                                                                                               | Nom                     | Parti            | Nombre de voix | %      | Maj. |
| --------------------------------------------------------------------------------------------- | ----------------------- | ---------------- | -------------- | ------ | ---- |
|                                                                                               | Sylvain Roy (sortant)   | Parti québécois  | 11 380         | 45,7 % | 872  |
|                                                                                               | Damien Arsenault        | Libéral          | 10 508         | 42,2 % | -    |
|                                                                                               | Patricia Chartier       | Québec solidaire | 1 540          | 6,2 %  | -    |
|                                                                                               | Jean-Marc Landry        | Coalition avenir | 1 061          | 4,3 %  | -    |
|                                                                                               | Patrick Dubois          | Parti nul        | 283            | 1,1 %  | -    |
|                                                                                               | Louis-Patrick St-Pierre | Option nationale | 130            | 0,5 %  | -    |
| Total                                                                                         | Total                   | Total            | 24 902         | 100 %  |      |
| Le taux de participation lors de l'élection était de 69,4 % et 222 bulletins ont été rejetés. |                         |                  |                |        |      |

|                                                                                               | Nom                        | Parti            | Nombre de voix | %      | Maj.  |
| --------------------------------------------------------------------------------------------- | -------------------------- | ---------------- | -------------- | ------ | ----- |
|                                                                                               | Sylvain Roy                | Parti québécois  | 11 809         | 47,6 % | 3 144 |
|                                                                                               | Damien Arsenault (sortant) | Libéral          | 8 665          | 34,9 % | -     |
|                                                                                               | Jean-Marc Landry           | Coalition avenir | 2 766          | 11,1 % | -     |
|                                                                                               | Patricia Chartier          | Québec solidaire | 1 278          | 5,1 %  | -     |
|                                                                                               | Louis-Patrick St-Pierre    | Option nationale | 315            | 1,3 %  | -     |
| Total                                                                                         | Total                      | Total            | 24 833         | 100 %  |       |
| Le taux de participation lors de l'élection était de 69,3 % et 204 bulletins ont été rejetés. |                            |                  |                |        |       |

|                                                                                               | Nom               | Parti               | Nombre de voix | %      | Maj.  |
| --------------------------------------------------------------------------------------------- | ----------------- | ------------------- | -------------- | ------ | ----- |
|                                                                                               | Damien Arsenault  | Libéral             | 7 887          | 49,5 % | 1 952 |
|                                                                                               | Sylvain Roy       | Parti québécois     | 5 935          | 37,2 % | -     |
|                                                                                               | Patricia Chartier | Québec solidaire    | 1 422          | 8,9 %  | -     |
|                                                                                               | Georges Painchaud | Action démocratique | 365            | 2,3 %  | -     |
|                                                                                               | Jean Cloutier     | Vert                | 206            | 1,3 %  | -     |
|                                                                                               | Martin Zibeau     | Indépendant         | 131            | 0,8 %  | -     |
| Total                                                                                         | Total             | Total               | 15 946         | 100 %  |       |
| Le taux de participation lors de l'élection était de 54,6 % et 154 bulletins ont été rejetés. |                   |                     |                |        |       |